# Ryszard Dominik
Ryszard Dominik (ur. 22 października 1938 w Charzewicach, zm. 31 stycznia 2010 w Kłodzku) – polski duchowny katolicki, proboszcz parafii Podwyższenia Krzyża św. w Kłodzku i dziekan dekanatu kłodzkiego w latach 1982–2009; prałat honorowy Jego Świątobliwości.

## Życiorys
Ryszard Dominik urodził się w 1938 roku w Charzewicach koło Rozwadowa. Po zdaniu egzaminu maturalnego wstąpił do Wyższego Seminarium Duchownego we Wrocławiu, po którego ukończeniu otrzymał święcenia kapłańskie 23 czerwca 1963 roku w Zgorzelcu. Następnie pracował jako wikariusz w parafii Podwyższenia Krzyża Świętego w Jeleniej Górze, a także w parafii św. Teresy i św. Bonifacego we Wrocławiu oraz w Radkowie i Bystrzycy Kłodzkiej.
W 1971 roku został powołany przez arcybiskupa wrocławskiego Bolesława Kominka na funkcję proboszcza nowo utworzonej parafii w Długopolu Dolnym, pod wezwaniem św. Jerzego. Zajął się tam jej sprawną organizacją.
W 1981 roku na polecenie abpa Henryka Gulbinowicza rozpoczął organizację nowej kłodzkiej parafii, która miała obejmować swoim zasięgiem zachodnią część miasta – osiedle im. Kruczkowskiego. W 1982 roku został jej pierwszym proboszczem i jednocześnie dziekanem dekanatu kłodzkiego. Od podstaw dokonał wybudowania najpierw ośrodka duszpasterskiego z kaplicą, mimo nieprzychylnej postawy ówczesnych komunistycznych władz miasta, oraz nowego kościoła, który stanowić miał wotum z okazji 1000-lecia archidiecezji wrocławskiej.
18 maja 2009 roku w uznaniu za swoje zasługi został odznaczony przez papieża Benedykta XVI tytułem prałata. 22 czerwca tego samego roku zrezygnował z kierowania parafią i dekanatem, przechodząc na emeryturę. Jego stan zdrowia pogarszał się; zmarł 31 stycznia 2010 roku w szpitalu powiatowym w Kłodzku. Został pochowany przy Kościele Podwyższenia Krzyża św. w Kłodzku.
Odznaczony przez Radę Miejską w Kłodzku tytułem honorowego obywatela miasta.